# Nurse on Wheels
Nurse on Wheels är en brittisk komedifilm från 1963 i regi av Gerald Thomas.
Filmen bygger på John Burkes roman Nurse is my Neighbour .

## Handling
Syster Joanna Jones, ung och nyexaminerad, börjar sitt nya jobb som distriktsköterska i en liten stad på landsbygden. Hon får kämpa för att övertyga sina patienter om att hon kan mäta sig med sin företrädare..

## Rollista i urval
- Juliet Mills - syster Joanna Jones
- Ronald Lewis - Henry Edwards
- Joan Sims - Deborah Walcott
- Noel Purcell - Abel Worthy
- Esma Cannon - mrs Jones
- Raymond Huntley - pastor Walcott
- Athene Seyler - miss Farthingale
- Norman Rossington - George Judd
- Joan Hickson - mrs Wood
- Jim Dale - Tim Taylor